# 赤レンガ記念
赤レンガ記念（あかレンガきねん）は、ホッカイドウ競馬で施行される地方競馬の重賞競走である。

## 概要
1964年に「日本中央競馬会理事長賞」として創設されたサラブレッド系4歳（現3歳）以上の馬による重賞競走で、1988年に現在の名称に変更された。2018年は「北海道命名150年記念」の名を冠して施行。2014年までホッカイドウ競馬のグレードでH2に格付けされていたが、2015年にH3に格下げされた。
2000年までは「道営記念」の前哨戦として秋季に施行していたが、2001年からはそれまで春季に施行していた「瑞穂賞」と施行時期を入れ替え、春の古馬重賞として施行していた。2011年からはコスモバルク記念の新設に伴い、7月開催に変更された。
開催地や距離の変更はあるものの概ね札幌競馬場での開催が定着していたが、2010年からは門別競馬場で施行されている。
2021年よりH3からH2に格上げされるとともに1着賞金が500万円に増額されることになった。 
スタリオンシリーズ競走に指定されており、2018年はホッコータルマエの次年度配合権利が、優勝馬生産牧場への副賞となっていた。

### 競走条件・賞金（2023年）
出走条件
サラブレッド系3歳以上オープン、地方全国交流で他地区所属の出走枠は4頭以下。
負担重量
別定
他地区所属馬は、本年6月14日までの総収得賞金2500万円超58kg、同2500万円以下57kg、同1400万円以下56kg、同700万円以下55kg、
北海道所属馬は、番組賞金1500万円超58kg、同1500万円以下57kg、同800万円以下56kg、同400万円以下55kg
以上より3歳馬2kg減、牝馬2kg減、さらに南半球産3歳馬は2kg、同4歳馬は1kg減。
賞金額
1着500万円、2着140万円、3着105万円、4着70万円、5着35万円
副賞
スタリオンシリーズに指定されており、テーオーケインズの次年度配合権利が優勝馬生産牧場への副賞となっている。

## 歴代優勝馬
優勝馬の馬齢は2000年まで旧表記、2001年以降は現表記。
名称は第24回まで「日本中央競馬会理事長賞」、第25回より「赤レンガ記念」。
Rはコースレコード。
| 回数   | 施行日         | 開催地 | 距離  | 頭数 | 優勝馬             | 性齢 | 所属   | タイム  | 優勝騎手   | 管理調教師 |
| ------ | -------------- | ------ | ----- | ---- | ------------------ | ---- | ------ | ------- | ---------- | ---------- |
| 第1回  | 1964年11月14日 | 函館   | 1700m | 7頭  | エゾチカラ         | 不明 | 北海道 | 1:50.6  | 高橋重成   | 高橋重成   |
| 第2回  | 1965年11月14日 | 函館   | 1700m | 7頭  | クリフオード       | 牝4  | 北海道 | 1:50.6  | 戸野塚郁郎 | 高橋正三郎 |
| 第3回  | 1966年11月14日 | 函館   | 1700m | 6頭  | ミナミボーイ       | 牡7  | 北海道 | 1:49.5  | 堂山芳勝   | 高橋重成   |
| 第4回  | 1967年11月14日 | 函館   | 1700m | 11頭 | ジヤルパツク       | 牝5  | 北海道 | 1:50.3  | 久保旭     | 佐藤二郎   |
| 第5回  | 1968年5月20日  | 函館   | 1700m | 9頭  | ヘンリーフレンド   | 牡6  | 北海道 | 1:50.7  | 林正夫     | 若松進     |
| 第6回  | 1969年5月11日  | 函館   | 1700m | 11頭 | マルヤマキング     | 牡7  | 北海道 | 1:51.8  | 佐藤二郎   | 戸野塚郁郎 |
| 第7回  | 1970年5月16日  | 札幌   | 1700m | 8頭  | カバラツプステーツ | 牡8  | 北海道 | 1:46.7  | 原平       | 浜口忠雄   |
| 第8回  | 1971年10月17日 | 札幌   | 1700m | 6頭  | ホマレサンダー     | 牡7  | 北海道 | 1:53.9  | 米川伸也   | 手島健児   |
| 第9回  | 1972年10月27日 | 函館   | 1700m | 7頭  | ダイゴシユウホマレ | 牡7  | 北海道 | 1:49.0  | 黒川武     | 鈴木権四郎 |
| 第10回 | 1973年10月7日  | 札幌   | 2000m | 9頭  | マルサンフアイヤ   | 牡4  | 北海道 | 2:05.2  | 千島武司   | 戸野塚郁郎 |
| 第11回 | 1974年10月20日 | 函館   | 1700m | 7頭  | シエスタイム       | 牡8  | 北海道 | 1:46.6  | 千島武司   | 戸野塚郁郎 |
| 第12回 | 1975年10月13日 | 札幌   | 1800m | 9頭  | スタンフオード     | 牡5  | 北海道 | 1:52.1  | 伊藤隆志   | 鈴木権四郎 |
| 第13回 | 1976年11月6日  | 函館   | 1700m | 12頭 | ヤマタケジヨウ     | 牝5  | 北海道 | 1:47.3  | 國信満     | 桑原義光   |
| 第14回 | 1977年10月23日 | 札幌   | 1800m | 7頭  | スギノアトラス     | 牡6  | 北海道 | 1:53.3  | 山下信雄   | 中村光春   |
| 第15回 | 1978年10月23日 | 札幌   | 1800m | 12頭 | トーコウタカシ     | 牝5  | 北海道 | 1:52.9  | 佐々木一夫 | 佐藤二郎   |
| 第16回 | 1979年10月14日 | 札幌   | 1800m | 10頭 | ピンクエイト       | 牝6  | 北海道 | 1:54.8  | 須藤三千夫 | 清水吉雄   |
| 第17回 | 1980年11月2日  | 函館   | 1700m | 11頭 | スクオールメイジ   | 牝6  | 北海道 | 1:46.5  | 廣森久雄   | 中山朝雄   |
| 第18回 | 1981年11月11日 | 札幌   | 1800m | 11頭 | コトノアサブキ     | 牡7  | 北海道 | 1:52.9  | 米川伸也   | 黒川武     |
| 第19回 | 1982年9月12日  | 札幌   | 1800m | 8頭  | コトノアサブキ     | 牡8  | 北海道 | 1:53.5  | 佐々木一夫 | 黒川武     |
| 第20回 | 1983年10月16日 | 札幌   | 1800m | 12頭 | アサヒシヨウリ     | 牡5  | 北海道 | 1:54.9  | 松本隆宏   | 佐藤邦茂   |
| 第21回 | 1984年10月21日 | 札幌   | 1800m | 12頭 | アサヒオー         | 牡6  | 北海道 | 1:52.0  | 山下信雄   | 田中正二   |
| 第22回 | 1985年9月11日  | 札幌   | 1800m | 9頭  | ドクターリバテイ   | 牡5  | 北海道 | 1:51.9  | 柳沢好美   | 成田春男   |
| 第23回 | 1986年9月15日  | 札幌   | 1800m | 10頭 | ミホタイガー       | 牡6  | 北海道 | 1:55.1  | 山下信雄   | 戸島牛太郎 |
| 第24回 | 1987年9月15日  | 札幌   | 1800m | 12頭 | ヒロノスター       | 牝5  | 北海道 | 1:55.6  | 角川秀樹   | 伊藤靖則   |
| 第25回 | 1988年8月11日  | 札幌   | 1800m | 8頭  | ニホンピロヤマト   | 牡7  | 北海道 | 1:53.7  | 伊藤隆志   | 鈴木亮平   |
| 第26回 | 1989年9月19日  | 札幌   | 1700m | 7頭  | ツルギエイカン     | 牡6  | 北海道 | 1:46.7  | 宮崎光行   | 須藤三千夫 |
| 第27回 | 1990年10月10日 | 札幌   | 1700m | 11頭 | ホロトマイケル     | 牡6  | 北海道 | 1:49.3  | 佐々木一夫 | 黒川武     |
| 第28回 | 1991年9月19日  | 札幌   | 1700m | 10頭 | ブラックホラー     | 牡6  | 北海道 | 1:47.7  | 廣森久雄   | 桑原義光   |
| 第29回 | 1992年9月3日   | 札幌   | 1700m | 10頭 | モアザンモア       | 牡9  | 北海道 | 1:48.4  | 柳澤好美   | 成田春男   |
| 第30回 | 1993年9月9日   | 札幌   | 1700m | 12頭 | ホロトマイケル     | 牡9  | 北海道 | 1:47.7  | 柳澤好美   | 黒川武     |
| 第31回 | 1994年9月15日  | 旭川   | 1600m | 11頭 | ホロトグランプリ   | 牡5  | 北海道 | 1:41.0  | 千葉津代士 | 黒川武     |
| 第32回 | 1995年10月19日 | 帯広   | 1800m | 12頭 | マサノチャーミング | 牝4  | 北海道 | 1:53.4  | 千葉津代士 | 桧森邦夫   |
| 第33回 | 1996年10月10日 | 帯広   | 1800m | 12頭 | オースミダイナー   | 牡9  | 北海道 | 1:54.7  | 柳澤好美   | 若松平     |
| 第34回 | 1997年11月3日  | 岩見沢 | 1500m | 10頭 | オースミダイナー   | 牡10 | 北海道 | R1:32.9 | 柳澤好美   | 若松平     |
| 第35回 | 1998年11月3日  | 札幌   | 1700m | 13頭 | ハセミイホー       | 牡5  | 北海道 | 1:46.1  | 齋藤正弘   | 須藤三千夫 |
| 第36回 | 1999年11月3日  | 札幌   | 1700m | 11頭 | ハセミイホー       | 牡6  | 北海道 | 1:45.8  | 坂下秀樹   | 須藤三千夫 |
| 第37回 | 2000年10月26日 | 門別   | 1800m | 11頭 | ヒットパーク       | 牡7  | 北海道 | 1:57.3  | 宮崎光行   | 須藤三千夫 |
| 第38回 | 2001年5月3日   | 札幌   | 1700m | 12頭 | ディーエスジャック | 牡4  | 北海道 | 1:45.6  | 宮崎光行   | 須藤三千夫 |
| 第39回 | 2002年5月5日   | 札幌   | 1700m | 12頭 | チェイスチェイス   | 牡8  | 北海道 | 1:47.0  | 宮崎光行   | 鈴木英二   |
| 第40回 | 2003年4月29日  | 札幌   | 1700m | 12頭 | チェイスチェイス   | 牡9  | 北海道 | 1:48.2  | 川島洋人   | 鈴木英二   |
| 第41回 | 2004年4月29日  | 札幌   | 1700m | 10頭 | ツギタテヒカリ     | 牡7  | 北海道 | 1:48.3  | 齋藤正弘   | 米川伸也   |
| 第42回 | 2005年5月5日   | 札幌   | 1700m | 12頭 | バンブーボカ       | 牡5  | 北海道 | 1:49.8  | 齋藤正弘   | 林和弘     |
| 第43回 | 2006年5月5日   | 札幌   | 1700m | 13頭 | ジンクライシス     | 牡5  | 北海道 | 1:48.0  | 山口竜一   | 堂山芳則   |
| 第44回 | 2007年5月10日  | 門別   | 1800m | 9頭  | ギルガメッシュ     | 牡4  | 北海道 | 1:54.9  | 齊藤正弘   | 角川秀樹   |
| 第45回 | 2008年5月7日   | 札幌   | 1700m | 10頭 | サクラハーン       | 牡9  | 北海道 | 1:49.3  | 川島洋人   | 林和弘     |
| 第46回 | 2009年5月6日   | 札幌   | 1700m | 13頭 | モエレエトワール   | 牡7  | 北海道 | 1:46.3  | 小国博行   | 村上正和   |
| 第47回 | 2010年5月5日   | 門別   | 1800m | 12頭 | ゴッドセンド       | 牡8  | 北海道 | 1:57.7  | 五十嵐冬樹 | 桑原義光   |
| 第48回 | 2011年7月14日  | 門別   | 1800m | 14頭 | リフレックス       | 牡6  | 北海道 | 1:52.0  | 井上俊彦   | 原孝明     |
| 第49回 | 2012年7月12日  | 門別   | 1800m | 9頭  | カネマサゴールド   | 騸5  | 北海道 | 1:52.4  | 五十嵐冬樹 | 堂山芳則   |
| 第50回 | 2013年7月4日   | 門別   | 1800m | 8頭  | スーパーパワー     | 牡8  | 北海道 | 1:52.9  | 桑村真明   | 角川秀樹   |
| 第51回 | 2014年7月31日  | 門別   | 1800m | 8頭  | トミケンヒーロー   | 牡6  | 北海道 | 1:54.4  | 阪野学     | 原孝明     |
| 第52回 | 2015年5月28日  | 門別   | 2000m | 11頭 | ウルトラカイザー   | 牡7  | 北海道 | 2:09.5  | 井上俊彦   | 林和弘     |
| 第53回 | 2016年5月25日  | 門別   | 2000m | 10頭 | オヤコダカ         | 牡4  | 北海道 | 2:08.8  | 石川倭     | 米川昇     |
| 第54回 | 2017年5月24日  | 門別   | 2000m | 9頭  | オヤコダカ         | 牡5  | 北海道 | 2:08.7  | 石川倭     | 米川昇     |
| 第55回 | 2018年5月23日  | 門別   | 2000m | 7頭  | スーパーステション | 牡4  | 北海道 | 2:09.1  | 阿部龍     | 角川秀樹   |
| 第56回 | 2019年5月21日  | 門別   | 2000m | 6頭  | スーパーステション | 牡5  | 北海道 | 2:04.1  | 阿部龍     | 角川秀樹   |
| 第57回 | 2020年5月21日  | 門別   | 2000m | 9頭  | ステージインパクト | 牡8  | 北海道 | 2:10.5  | 宮崎光行   | 佐久間雅貴 |
| 第58回 | 2021年6月3日   | 門別   | 2000m | 7頭  | リンノレジェンド   | 牡5  | 北海道 | 2:09.0  | 石川倭     | 林和弘     |
| 第59回 | 2022年6月23日  | 門別   | 2000m | 10頭 | フローリン         | 牡7  | 北海道 | 2:11.6  | 落合玄太   | 田中淳司   |
| 第60回 | 2023年6月22日  | 門別   | 2000m | 9頭  | ハセノパイロ       | 牡8  | 北海道 | 2:09.2  | 服部茂史   | 桧森邦夫   |
| 第61回 | 2024年6月20日  | 門別   | 2000m | 9頭  | ベルピット         | 牡4  | 北海道 | 2:06.9  | 桑村真明   | 角川秀樹   |
| 第62回 | 2025年6月19日  | 門別   | 2000m | 10頭 | ベルピット         | 牡5  | 北海道 | 2:06.2  | 桑村真明   | 角川秀樹   |

### 各回競走結果の出典
- 赤レンガ記念 歴代優勝馬（地方競馬全国協会） - 1973年以降確認可能